# Klaus Meine
Klaus Meine (født 25. maj 1948 i Hannover,Tyskland) er en tysk sanger bedst kendt for sin position som vokalist i rock-bandet Scorpions. 
Meine skriver de fleste af bandets sangtekster, men delte også forfatterskabet med den tidligere trommeslager Herman Rarebell på hitsange som "Rock You Like A Hurricane." Nogle numre har han også komponeret helt alene som eksempelvis "Wind of Change" og "When The Smoke Is Going Down".